# الدين في اليمن
| الدين في اليمن        | الدين في اليمن        | الدين في اليمن | الدين في اليمن | الدين في اليمن |
| --------------------- | --------------------- | -------------- | -------------- | -------------- |
| الدين                 | الدين                 |                | النسبة المئوية | النسبة المئوية |
| إسلام (سنّة)           | إسلام (سنّة)           |                | 65%            | 65%            |
| إسلام (شيعة، الزيدية) | إسلام (شيعة، الزيدية) |                | 35%            | 35%            |
| أقليات (يهودية)       | أقليات (يهودية)       |                | 1%             | 1%             |

تنص المادة الثانية من دستور اليمن على أن الإسلام هو دين الدولة  وتكفل المواد (41) و(42) و(48) تساوي المواطنين وحرية الفكر والحرية الشخصية ويحدد القانون الحالات التي يجب فيها تقييد حرية مواطن ولم تشر إلى دين المواطن بالتحديد.

## الدين الإسلامي
الشريعة الإسلامية هي المصدر الأساسي للتشريع وعليه فإن قانون الأحوال الشخصية وحقوق الأقليات يخضع لتفسيرات الشريعة ويشترط الدستور على عضو مجلس النواب أن «يكون مؤديا للفرائض الدينية» بينما شرط الإسلام واضح في شروط مرشح رئاسة الجمهورية 
تقدر نسبة المسلمين في اليمن 99.0% أي 1.5% من مجموع مسلمي العالم  وينقسم المسلمون في اليمن إلى مجموعتين رئيسيتين هما السنة الشافعية والشيعة الزيديةK وتبلغ نسبة الشافعية حوالي75 -80% مقابل زيدية 20 - 25% 
الزيدية :
كانت النسبة ترجح كفة الزيدية سابقا قبل ثورة 26 سبتمبر. وتوجد أقلية إسماعيلية صغيرة في شمال البلاد تعود إلى أيام الدولة الصليحية والملكة أروى بنت أحمد.
دخلت الزيدية إلى اليمن في بدايات القرن العاشر الميلادي وأول أئمتهم يحيى بن الحسين الذي قدم من المدينة المنورة بعد أن تمت له البيعة من قبائل همدان تحديدا حتى عرف القسمين الرئيسيين لهذه القبيلة قديما بلقب جناحي الأئمة الزيدية 

## الأقليات

طفل من الطائفة اليهودية في اليمن

هناك أعداد قليلة باقية من اليهود في اليمن إذ هاجر أغلبهم إلى إسرائيل والولايات المتحدة ، اليهود هم الأقلية غير المسلمة الوحيدة من سكان البلد الأصليين  ولليهود في اليمن سمعة في الصياغة لأنهم من أمهر الصاغة وصناع الخناجر التي تعد أبرز معالم الهوية اليمنية. وتمنع الأعراف والتقاليد اليهودي والمسلم غير القبلي من ارتداء الجنابي
ويوجد أربعة كنائس في عدن للمسيحيين الذين أغلبهم من الأجانب وأقلية هندوسية صغيرة جدا متواجدة في عدن كذلك.
ويتواجد من البهائية عدد قليل حوالي 150 بهائي في اليمن 